# أبو الثناء الدمشقي الصالحي
أبو الثناء الدمشقي الصالحي، وهو محمود بن محمد بن عبد الحميد الحميدي، ويُعرف أيضًا بلقب الحميديّ، هو فقيه حنبلي، درس بدمشق، ثم رحل إلى القاهرة لطلب العلم والتجارة، فتعلّم على خاله يحيى بن موسى الحجاوي وعن غيره، ثم رجع إلى دمشق، فلازم شمس الدين بن المنقار. سعى له ابن المنقار في النيابة في القضاء، فوَلِيَهَا بالصالحية ثم بالكبرى، ثم نُقِلَ إلى نيابة الباب.

## وفاته
توفي أبو الثناء في جمادى الأولى عام 1030  هـ.